# Gąbka białosrebrzysta
Gąska białosrebrzysta (Tricholoma josserandii Bon) – gatunek grzybów należący do rzędu pieczarkowców (Agaricales).

## Systematyka i nazewnictwo
Pozycja w klasyfikacji według Index Fungorum: Tricholoma, Tricholomataceae, Agaricales, Agaricomycetidae, Agaricomycetes, Agaricomycotina, Basidiomycota, Fungi.
Po raz pierwszy opisał go w 1975 r. Marcel Bon we Francji i nadana przez niego nazwa naukowa jest aktualna.
Nazwę polską zaproponował Władysław Wojewoda w 2003 r.

## Występowanie
Znane jest występowanie gąski białosrebrzystej głównie w Europie. Poza nią podano tylko jedno miejsce jej występowania na zachodnim wybrzeżu Ameryki Północnej. W Polsce do 2003 r. znane było tylko jedno stanowisko podane przez Stanisława Domańskiego w 2001 r. w Lasach Łochowskich.
Gąski to naziemne grzyby mykoryzowe.